# Kalle Svensson

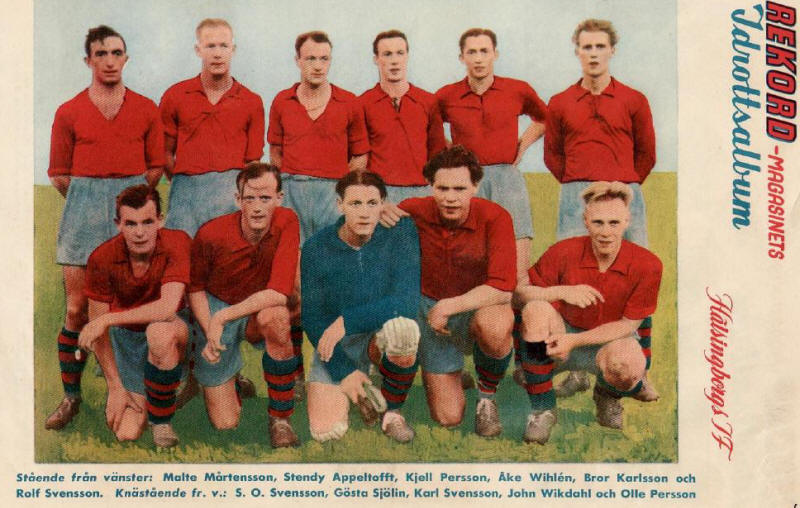
Helsingborgs IF på Olympia med Karl Svensson, inför den allsvenska säsongen 1944–45, den 30 juli 1944.

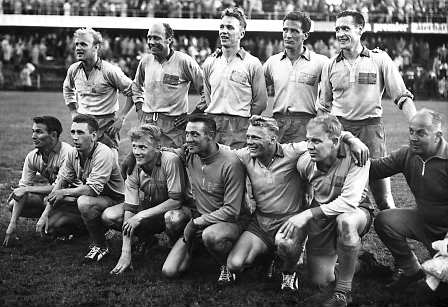
Det svenska silverlaget vid VM i fotboll 1958. På knä från vänster: Kurt Hamrin, Reino Börjesson, Orvar Bergmark, Kalle Svensson, Sven Axbom och Sigge Parling. Stående från vänster: Lennart "Nacka" Skoglund, Gunnar Gren, Agne Simonsson, Bengt "Julle" Gustavsson och Nils "Nisse" Liedholm (lagkapten).

Karl Oskar "Rio-Kalle" Svensson, född 11 november 1925 i Kviinge församling i Kristianstads län, död 15 juli 2000 i Raus församling i Helsingborg, var en svensk fotbollsmålvakt och 73-faldig landslagsman som under hela sin karriär var sitt Helsingborgs IF trogen. Svensson var förutom OS-medaljör också tvåfaldig VM-medaljör med brons vid VM i Brasilien 1950 och silver vid VM i Sverige 1958. Till yrket var han brandman i Helsingborg.

## Biografi
Kalle Svensson föddes i en statarfamilj i Hanaskog i Göingebygden men familjen flyttade till Helsingborg där Kalle Svensson arbetade på Henry Dunkers gummifabrik. Han började sin fotbollskarriär i Kullavägens BK och gick som 18-åring till Helsingborgs IF. Han debuterade i allsvenskan 1944 och gjorde 639 A-lagsmatcher för HIF mellan 1944 och 1962, varav 349 matcher i allsvenskan.
Kalle Svensson gjorde landslagsdebut redan 1945 då han vaktade målet för B-laget mot Danmark när Sverige vann med 6-1. 1946 blev han uttagen till A-laget mot Finland men sjukdom kom emellan så det dröjde till 13 maj 1949 med A-lagsdebuten. Det var i landskampen mot England på Råsunda som Sverige vann med 3-1.
Kalle Svensson blev "Rio-Kalle" när Sverige deltog i fotbolls-VM i Brasilien 1950 då Sverige tog brons. Hans bästa prestationer var dock inte i Rio utan på Estádio do Pacaembu i São Paulo. Han medverkade även i OS-laget 1952 som även då tog brons. Kalle Svensson var även Sveriges målvakt under VM-slutspelet 1958 på hemmaplan då Sverige tog silver efter finalförlust mot Brasilien. Totalt gjorde han 73 landskamper. Kalle Svensson spelade i Helsingborgs IF och var anställd som brandman i staden fram till pensioneringen vid 58 års ålder.

## Eftermäle och minne
Kalle Svensson är den ende svenske fotbollsspelare som deltagit i fyra stora mästerskap (två världsmästerskap och två olympiska spel) och tagit medalj i samtliga. Han är en av Sveriges genom tiderna främsta fotbollsmålvakter.
Utanför arenan Olympia i Helsingborg står sedan 1999 en träskulptur föreställande "Rio-Kalle" och skapad av Risto Karvinen. 2015 beslöts att en kopia tillverkad i brons ska placeras utanför Olympia 2017. Orsaken är att träskulpturen åldrats efter sina 16 år under bar himmel och oskyddad för vädrets makter. Helsingborg är därmed den enda staden i Sverige som låtit skulptera två fotbollsspelare; den andra är Henrik "Henke" Larsson.
Kalle Svensson har även fått ge namn åt ett av Skånetrafikens Pågatåg.

## Lag och meriter

### Klubbtillhörighet
- Kullavägens BK (1940–43)
- Helsingborgs IF (1943–59)[5]
- Gunnarstorps IF (1959–61)[5] (också som tränare)
- Helsingborgs IF (1961–62)[5]

### Meriter
- OS-guld 1948 (reserv men spelade inte och fick ingen medalj)
- VM-brons 1950
- OS-brons 1952
- VM-silver 1958
- Guldbollen 1952

### Källförteckning
- Profil på sports-reference.com
- Lista på landskamper, svenskfotboll.se, läst 2013 01 29